# 大日大戦

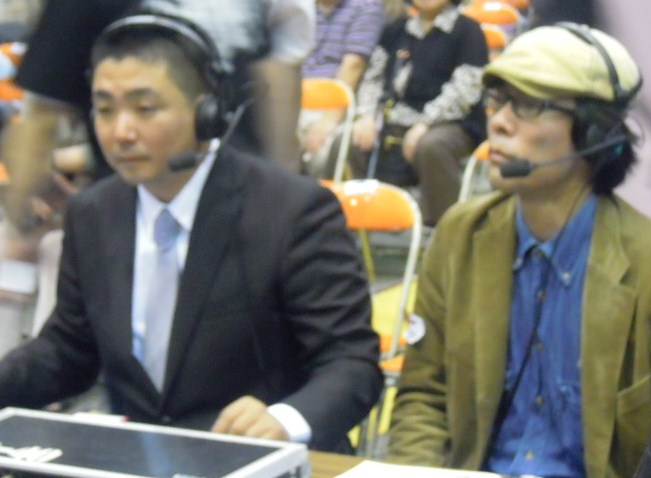
大日大戦アナウンサーチーム
登坂栄児（左）・須山浩継（右）

大日大戦〜BJW DEATH MATCH WARS〜（だいにちたいせん）は、CS局「FIGHTING TV サムライ」で放送されている大日本プロレスの実況中継番組。
2009年3月31日をもって毎週1時間枠の放送が終了し、4月から月1回の2時間枠「バトルステーション」内での放送となったが、番組名及び実況チーム等の体制は引き継がれる（生放送など、サムライTVの別枠中継の場合も同様の方式で放送する）。
2012年10月より2014年3月までは「第二次大日大戦」（だいにじだいにちたいせん）というタイトルで月1回の1時間枠の放送が行われていた。

## 概要
- 初回放送：毎週火曜日午後10：00～午後11：00
  - その後、6回のリピート放送。
- 実況：登坂栄児（大日本プロレス代表取締役社長兼統括部長）
  - 2008年2月26日（2月17日広島産業会館大会）～同年9月9日（8月7日横浜赤レンガ大会）：塩野潤二
（団体不祥事に伴う登坂取締役の番組一時降板の為）
  - 不定期：MEN'Sテイオー
（大日本の大会が少ない月に総集編など）
- 解説：須山浩継（スポーツライター）

## 地上波進出
- tvk（2005年7月～2006年1月5日）
  - 2005年7月より、大日本の本拠地・神奈川のtvkにおいて放送開始。地上波進出を果たす。
  - 放送時間：毎週水曜日午前1：45～午前2：15
  - 内容はサムライ版の再編集。
  - 最終回となった2006年1月5日は、12.21横浜文体大会のデスマッチヘビー級選手権試合・伊東竜二vsアブドーラ小林戦・「蛍光灯＆建築現場デスマッチ」が放送された。
  - 放送と同時に、直近の首都圏開催大会のチケット先行予約も受付。
- テレビ埼玉（2006年7月4日 - 2009年5月26日）
  - tvk版の高い評価と、放送再開を望む声に応える形で、2006年7月4日より、地上波進出第2弾として、テレビ埼玉にて放送開始。
  - 放送時間：毎週火曜日23：30 - 24：00
  - 内容はtvk版と同様、サムライ版の再編集。
  - 加えて女子プロ団体アイスリボンの特集コーナーも設けられていたが、不祥事の影響で2008年3月に打ち切り。
  - 2009年5月26日をもって放送終了。6月からはアイスリボンを中心とした「レッスルアリーナ」を9月まで放送していた。
- サムライ版と地上波版の違い
  - 放送時間（サムライは60分、地上波は30分に短縮）
  - "黒天使"沼澤邪鬼・葛西純のチーム「045邪猿気違's」のキャッチフレーズである放送禁止用語の「キチ○イ」で、放送禁止の「ピー音」が入るか入らないか（地上波は入るが、最近のサムライではピーなしが多い。過去にはサムライ版で、「キチ○イ」コールで10回以上もピーを連発している。）試合形式にこの語句が入っている際、ナレーターは試合紹介するときに、「クレージーフェスティバル」や「ナレーションでは言えないデスマッチ」と置き換えるなどしてピーをかわしている。
  - 地上波では、放送序盤で、以下のテロップが出る。
「警告　デスマッチを戦うレスラーたちは、非常に厳しいトレーニングを積んだ上で試合に臨んでいます。絶対にマネをしないでください。」

## 第二次大日大戦
2012年10月のサムライTVハイビジョン化に伴う改編で放送開始。初回は10月4日22：00～23：00。
「DDTドラマティックファンタジア・リターンズ」・「インディーのお仕事」・「女子プロレスのお仕事」（一時期は「元気です!港町芝ゼロワン物語」）と交代で放送。
MCは引き続き登坂栄児社長が務めるが、試合の解説はリングドクターのドクター水上が行っていた。2014年3月の放送をもって終了。

## スタッフ
- 企画：ネオプラス
- プロデューサー：登坂栄児・佐藤肇（ネオプラス代表取締役社長）・今野利明
- ディレクター：血圧たかし